# Hypoplectrus gemma
Hypoplectrus gemma är en fiskart som beskrevs av Goode och Bean 1882. Hypoplectrus gemma ingår i släktet Hypoplectrus och familjen havsabborrfiskar. Inga underarter finns listade i Catalogue of Life.